# Villeneuve, Aveyron
Villeneuve là một xã ở tỉnh Aveyron, thuộc vùng Occitanie ở miền nam nước Pháp.